# UKS Wodniacy Garczyn
Uczniowski Klub Sportowy Wodniacy Garczyn – klub sportowy z siedzibą w Garczynie. Posiada sekcje żeglarską i pływania w płetwach. Założony 27 września 2008 roku.

## Sukcesy klubu
Sekcja żeglarska klubu występuje głównie w regatach w klasie Cadet. Zawodnicy klubu zajmują czołowe lokaty na zawodach Mistrzostw Polski oraz Pucharu Kaszub. Zawodnicy na co dzień trenują na jeziorze Garczyn.
Sekcja pływania w płetwach trenuje na pływalni Aqua Centrum w Kościerzynie. Zawodnicy klubu regularnie startują na zawodach Mistrzostw Polski i Pucharu Polski zajmując czołowe lokaty.
Większość zawodników reprezentujących klub występuje w kategoriach juniorskich.